# Мараге (Марказі)
Мараге (перс. مراغه) — село в Ірані, у дегестані Баят, у бахші Новбаран, шагрестані Саве остану Марказі. За даними перепису 2006 року, його населення становило 398 осіб, що проживали у складі 157 сімей.

## Клімат
Середня річна температура становить 9,70 °C, середня максимальна – 27,96 °C, а середня мінімальна – -11,08 °C. Середня річна кількість опадів – 256 мм.
| Клімат поселення                              | Клімат поселення | Клімат поселення | Клімат поселення | Клімат поселення | Клімат поселення | Клімат поселення | Клімат поселення | Клімат поселення | Клімат поселення | Клімат поселення | Клімат поселення | Клімат поселення | Клімат поселення |
| Показник                                      | Січ.             | Лют.             | Бер.             | Квіт.            | Трав.            | Черв.            | Лип.             | Серп.            | Вер.             | Жовт.            | Лист.            | Груд.            |                  |
| Середній максимум, °C                         | 4,56             | 5,64             | 9,28             | 15,99            | 21,09            | 26,65            | 27,96            | 27,91            | 23,78            | 17,61            | 11,13            | 5,52             |                  |
| Середня температура, °C                       | −3,25            | −2,19            | 1,46             | 8,18             | 13,28            | 18,82            | 22,34            | 22,29            | 18,16            | 11,98            | 5,51             | −0,11            |                  |
| Середній мінімум, °C                          | −11,08           | −10,01           | −6,38            | 0,34             | 5,45             | 10,99            | 16,72            | 16,66            | 12,54            | 6,36             | −0,12            | −5,74            |                  |
| Норма опадів, мм                              | 32               | 34               | 48               | 40               | 34               | 5                | 2                | 1                | 0                | 10               | 20               | 30               |                  |
| Середньомісячна швидкість вітру, м/с          | 1.75             | 2.23             | 2.70             | 2.96             | 2.36             | 2.25             | 2.22             | 2.10             | 2.00             | 1.96             | 1.64             | 1.70             |                  |
| Середньомісячна сонячна радіація, кДж/м²·день | 8622             | 11427            | 14210            | 17883            | 22037            | 26596            | 26023            | 23747            | 20397            | 14817            | 10596            | 8518             |                  |
| --------------------------------------------- | ---------------- | ---------------- | ---------------- | ---------------- | ---------------- | ---------------- | ---------------- | ---------------- | ---------------- | ---------------- | ---------------- | ---------------- | ---------------- |
| Джерело:                                      |                  |                  |                  |                  |                  |                  |                  |                  |                  |                  |                  |                  |                  |